# Lövestadby
Lövestadby är kyrkbyn i Lövestads socken i Sjöbo kommun.
Byn omges av ett öppet jordbrukslandskap och avgränsas i väster av Lövestad landsväg som leder till det senare uppvuxna stationssamhället Lövestad norr om byn.

## Historia
Lövestad har medeltida ursprung och finns omnämnt i skrift redan 1367, då under namnet Löthesthatha
Förleden innehåller troligen löth, 'lödder, skum' syftande på skummande vatten i Tolångaån vid kyrkbyn. Efterleden är sta(d), 'plats; ställe.
Lövestad norr om byn expanderade i takt med utbyggnaden av järnvägen Ystad-Eslöv under 1860-talet. Även Lövestadby hade en hållplats längs järnvägen. Fram till och med år 2000 klassades Lövestadsby som en småort. 

## Samhället
I mitten av byn ligger Lövestads kyrka, färdigställd 1856 efter ritningar av arkitekt Carl Georg Brunius, som även ritade det intilliggande skol- och rådhuset väster om kyrkan. Det senare uppfördes 1848 enligt inskription ovanför en av entrédörrarna och används idag återigen som skola. Den nya kyrkan ersatte en medeltida kyrka belägen på samma plats. 
Genom byn flyter en bäck som utgör gren av Tolångaån, och strax söder om kyrkan överkorsas denna av en välbevarad stenbro från ca 1860-tal. 
Utöver kyrkan och skol- och rådhuset återfinns öster om kyrkan prästgården från sent 1800-tal samt söder om kyrkan den gamla klockaregården. Strax nordost om kyrkan återfinns byns äldsta gård Lövestad Kungsgård, som är känd sedan medeltiden. Gården tillkom Kronan som bornholmskt vederlagsgods efter det bornholmska upproret 1658 och har under åren bland annat tjänstgjort som militärt boställe. Gårdens nuvarande huvudbyggnad är uppförd 1824 i för tiden rådande nyklassicistisk stil. På gården återfinns också två magasinsbyggnader med fasader i gråsten och med valmade tegeltak, uppförda 1711 respektive 1722 enligt inskriptioner i fasaderna. I samband med att byn skiftades 1832 flyttades stora delar av byns bebyggelse ut från byn. Sju gårdar fick dock vara kvar i byn, av vilka några även idag bevarar sin äldre karaktär med kringbyggda gårdar, delvis i korsvirke. Längs vägen strax sydväst om kyrkan återfinns än idag den gamla byastenen.
Lövestadby har av Länsstyrelsen i Skåne län pekats ut som en särskilt värdefull kulturmiljö. Byn anses utgöra ett representativt exempel på äldre tiders kyrkbyar, med bebyggelse som speglar skiftesreformerna under 1800-talet. Byn är idag primärt en bostadsort men även viss aktiv lantbruksverksamhet förekommer, bland annat hästavel och fåruppfödning.